# Brandon Bolden
Pour les articles homonymes, voir Bolden.
(en) Statistiques sur pro-football-reference
Brandon Bolden, né le 19 janvier 1990 à Baton Rouge en Louisiane, est un joueur professionnel américain de football américain jouant dans la National Football League (NFL).  
Non sélectionné lors de la draft 2012 de la NFL, il est néanmoins engagé par la franchise des Patriots de la Nouvelle-Angleterre où il évolue depuis 2012 au poste de running back. Il remporte les Super Bowls XLIX et LI. Il rejoint les Dolphins de Miami en 2018 avant de retourner l'année suivante avec les Patriots. 

## Biographie

### Jeunesse
Petit-fils de Frank Pitts (en), il est inspiré par son grand-père, champion de l'AFC en 1967 et vainqueur du Super Bowl IV avec les Chiefs de Kansas City.

### Carrière universitaire
À l'Université du Mississippi, il a joué pour l'équipe des Rebels d'Ole Miss de 2008 à 2011.

### Carrière professionnelle

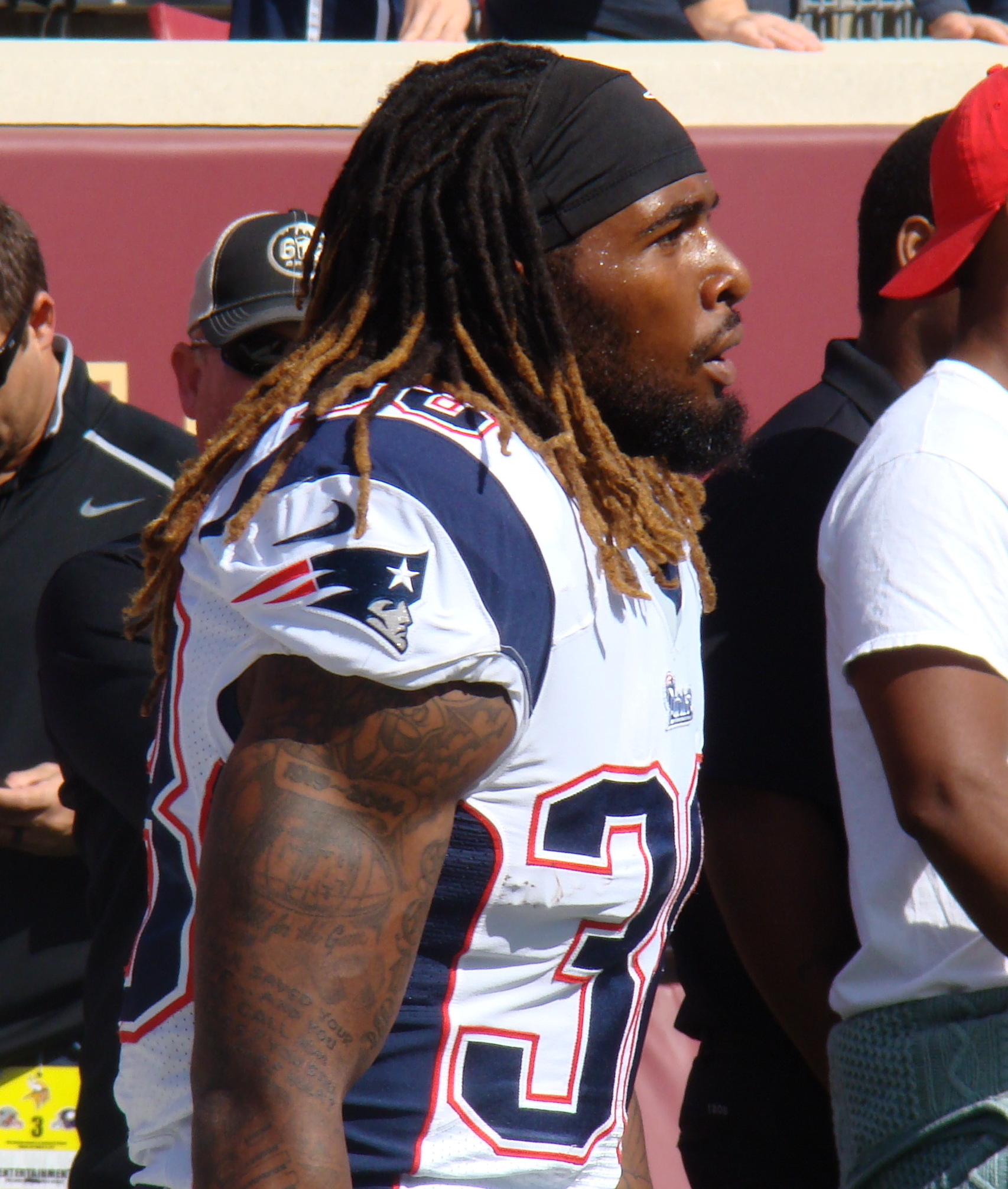
Brandon Bolden sous le maillot des Patriots en 2014.

Non sélectionné lors de la draft 2012 de la NFL, Brandon Bolden signe avec les Patriots de la Nouvelle-Angleterre dans les semaines suivantes. Durant la pré-saison, le running back perd à deux reprises le ballon, l'une d'entre eux résultant en une perte de possession pour les Patriots. Cependant, Bolden est conservé dans l'effectif de 53 joueurs des Patriots pour jouer la saison 2012 de la NFL. Il inscrit son premier touchdown lors de la troisième semaine de la saison contre les Ravens de Baltimore. Une semaine plus tard, il se montre à son aise en avançant de 137 yards contre les Bills de Buffalo et est nommé coureur de la semaine de la NFL. En novembre, sa bonne série est arrêtée par une suspension de quatre rencontres pour usage d'un produit interdit par la ligue. Il est dès lors moins utilisé le reste de la saison. 
Bolden reste dans l'effectif et fait partie des joueurs remportant le Super Bowl XLIX avec les Patriots. Il joue dans toutes les rencontres de la saison régulière et de la phase finale. Le 9 janvier 2015, il signe une prolongation de contrat de 2 ans avec les Patriots. Il est de nouveau dans l'effectif des vainqueurs du Super Bowl LI, même s'il n'a plus qu'un rôle de coureur réserviste et est utilisé majoritairement dans les équipes spéciales des Patriots. Le 5 avril 2017, il signe un nouveau contrat avec les Patriots.
Il est libéré par les Patriots le 1er septembre 2018, après six saisons avec l'équipe. Trois jours plus tard, il signe avec les Dolphins de Miami. 
Après son séjour d'une saison avec les Dolphins, il retourne avec les Patriots en mars 2019 via un contrat de deux ans. Il décide de ne pas prendre part à la saison 2020 en raison de la pandémie de Covid-19.

## Statistiques

### Saison régulière
| Année                     | Équipe                             | MJ  |                        | Courses                | Courses                | Courses                | Courses |       | Passes réceptionnées | Passes réceptionnées | Passes réceptionnées | Passes réceptionnées |
| Année                     | Équipe                             | MJ  | Nb.                    | Yards                  | Moy.                   | TD                     | Nb.     | Yards | Moy.                 | TD                   |                      |                      |
| 2012                      | Patriots de la Nouvelle-Angleterre | 10  | 56                     | 274                    | 4,9                    | 2                      | 2       | 11    | 5,5                  | 0                    |                      |                      |
| 2013                      | Patriots de la Nouvelle-Angleterre | 12  | 55                     | 271                    | 4,9                    | 3                      | 21      | 152   | 7,2                  | 0                    |                      |                      |
| 2014                      | Patriots de la Nouvelle-Angleterre | 16  | 28                     | 89                     | 3,2                    | 1                      | 2       | 8     | 4                    | 0                    |                      |                      |
| 2015                      | Patriots de la Nouvelle-Angleterre | 15  | 63                     | 207                    | 3,3                    | 0                      | 19      | 180   | 9,5                  | 2                    |                      |                      |
| 2016                      | Patriots de la Nouvelle-Angleterre | 14  | 1                      | 4                      | 4                      | 0                      | 2       | 15    | 7,5                  | 0                    |                      |                      |
| 2017                      | Patriots de la Nouvelle-Angleterre | 16  | 13                     | 67                     | 5,2                    | 0                      | 1       | 7     | 7                    | 0                    |                      |                      |
| 2018                      | Dolphins de Miami                  | 16  | 8                      | 91                     | 11,4                   | 2                      | 3       | 13    | 4,3                  | 1                    |                      |                      |
| 2019                      | Patriots de la Nouvelle-Angleterre | 15  | 15                     | 68                     | 4,5                    | 3                      | 9       | 111   | 12,3                 | 1                    |                      |                      |
| 2019                      | Patriots de la Nouvelle-Angleterre | -   | Ne joue pas (Covid-19) | Ne joue pas (Covid-19) | Ne joue pas (Covid-19) | Ne joue pas (Covid-19) |         |       |                      |                      |                      |                      |
| Totaux en NFL (8 saisons) | Totaux en NFL (8 saisons)          | 114 | 239                    | 1 071                  | 4,5                    | 11                     | 59      | 497   | 8,4                  | 4                    |                      |                      |

### Phase éliminatoire
| Année                    | Équipe                             | MJ |     | Courses | Courses | Courses | Courses |       | Passes réceptionnées | Passes réceptionnées | Passes réceptionnées | Passes réceptionnées |
| Année                    | Équipe                             | MJ | Nb. | Yards   | Moy.    | TD      | Nb.     | Yards | Moy.                 | TD                   |                      |                      |
| 2012                     | Patriots de la Nouvelle-Angleterre | 2  | -   | -       | -       | -       | -       | -     | -                    | -                    |                      |                      |
| 2013                     | Patriots de la Nouvelle-Angleterre | 2  | -   | -       | -       | -       | -       | -     | -                    | -                    |                      |                      |
| 2014                     | Patriots de la Nouvelle-Angleterre | 3  | 3   | 7       | 2,3     | 0       | 1       | 11    | 11                   | 0                    |                      |                      |
| 2015                     | Patriots de la Nouvelle-Angleterre | 2  | 5   | 12      | 2,4     | 0       | 3       | 26    | 8,7                  | 0                    |                      |                      |
| 2016                     | Patriots de la Nouvelle-Angleterre | 3  | -   | -       | -       | -       | -       | -     | -                    | -                    |                      |                      |
| 2017                     | Patriots de la Nouvelle-Angleterre | 3  | 4   | 27      | 6,8     | 1       | -       | -     | -                    | -                    |                      |                      |
| 2019                     | Patriots de la Nouvelle-Angleterre | 1  | -   | -       | -       | -       | -       | -     | -                    | -                    |                      |                      |
| Totaux en NFL / Patriots | Totaux en NFL / Patriots           | 15 | 12  | 46      | 3,8     | 1       | 4       | 37    | 9,3                  | 0                    |                      |                      |